# Yementallyrama nasheri
Yementallyrama nasheri là một loài bọ cánh cứng trong họ Cerambycidae.